# ヤン＝ポール・フォンデルブルグ
ヤン＝ポール・フォンデルブルグ（Jean-Paul Vonderburg、1964年7月31日 - ）は、スウェーデン出身の元プロサッカー選手。ポジションはセンターバック。愛称はChampa（チャンパ）。
黒人のサッカー選手として、スカンディナヴィア圏において初めて代表に選出された選手。

## 経歴
1985年にハンマルビーIFでプロキャリアをスタート。1988年末、同チームのディヴィション1降格 に伴いマルメFFへ移籍する。ロイ・ホジソン監督に重用され、1989年アルスヴェンスカンおよびスウェーデンカップ戦優勝に貢献した。UEFAチャンピオンズカップ 1989-90ではインテルナツィオナーレ・ミラノ相手に勝利に貢献している。
1990年2月14日対UAE代表戦に初キャップ、その後1991年4月17日ギリシャ代表戦においてオウンゴールを献上し2-2で引き分けて以降、代表からは遠ざかることになる。
1992年の夏にデンマーク・スーペルリーガのオーフスGFへ移籍し1シーズンのみプレー。
1993年にJリーグ・サンフレッチェ広島に入団、守備の中心選手として期待され、カバーリングや1対1に強さを発揮し、実力を証明していたが、来日前に手術した膝の状態では週2試合の出場が不可能であることが判明するなど、常時出場出来ず、不在の影響は大きくチームの守備力の低下を招き、僅か1年で退団した。
その後は古巣のハンマルビーIFへ戻るも、同シーズンにディヴィション1に降格してしまう。翌1996年に引退。
2013年現在、その後の動向は不明。

## 個人成績
| 国内大会個人成績 | 国内大会個人成績 | 国内大会個人成績 | 国内大会個人成績   | 国内大会個人成績             | 国内大会個人成績 | 国内大会個人成績 | 国内大会個人成績 | 国内大会個人成績 | 国内大会個人成績 | 国内大会個人成績 | 国内大会個人成績 |
| 年度             | クラブ           | 背番号           | リーグ             | リーグ戦                     | リーグ戦         | リーグ杯         | リーグ杯         | オープン杯       | オープン杯       | 期間通算         | 期間通算         |
| 年度             | クラブ           | 背番号           | リーグ             | 出場                         | 得点             | 出場             | 得点             | 出場             | 得点             | 出場             | 得点             |
| スウェーデン     | スウェーデン     | スウェーデン     | スウェーデン       | リーグ戦                     | リーグ戦         | リーグ杯         | リーグ杯         | オープン杯       | オープン杯       | 期間通算         | 期間通算         |
| ---------------- | ---------------- | ---------------- | ------------------ | ---------------------------- | ---------------- | ---------------- | ---------------- | ---------------- | ---------------- | ---------------- | ---------------- |
| 1985             | ハンマルビー     |                  | アルスヴェンスカン |                              |                  |                  |                  |                  |                  |                  |                  |
| 1986             | ハンマルビー     |                  | アルスヴェンスカン |                              |                  |                  |                  |                  |                  |                  |                  |
| 1987             | ハンマルビー     |                  | アルスヴェンスカン |                              |                  |                  |                  |                  |                  |                  |                  |
| 1988             | ハンマルビー     |                  | アルスヴェンスカン |                              |                  |                  |                  |                  |                  |                  |                  |
| 1989             | マルメ           |                  | アルスヴェンスカン |                              |                  |                  |                  |                  |                  |                  |                  |
| 1990             | マルメ           |                  | アルスヴェンスカン |                              |                  |                  |                  |                  |                  |                  |                  |
| 1991             | マルメ           |                  | アルスヴェンスカン |                              |                  |                  |                  |                  |                  |                  |                  |
| 1992             | マルメ           |                  | アルスヴェンスカン |                              |                  |                  |                  |                  |                  |                  |                  |
| デンマーク       | デンマーク       | デンマーク       | デンマーク         | リーグ戦                     | リーグ戦         | リーグ杯         | リーグ杯         | オープン杯       | オープン杯       | 期間通算         | 期間通算         |
| 1992-93          | オーフス         |                  | スーペル           |                              |                  |                  |                  |                  |                  |                  |                  |
| 日本             | 日本             | 日本             | 日本               | リーグ戦                     | リーグ戦         | リーグ杯         | リーグ杯         | 天皇杯           | 天皇杯           | 期間通算         | 期間通算         |
| 1993             | 広島             | -                | J                  | 21                           | 1                | 2                | 0                | 4                | 1                | 27               | 2                |
| スウェーデン     | スウェーデン     | スウェーデン     | スウェーデン       | リーグ戦                     | リーグ戦         | リーグ杯         | リーグ杯         | オープン杯       | オープン杯       | 期間通算         | 期間通算         |
| 1995             | ハンマルビー     |                  | アルスヴェンスカン |                              |                  |                  |                  |                  |                  |                  |                  |
| 1996             | ハンマルビー     |                  | Div.1              |                              |                  |                  |                  |                  |                  |                  |                  |
| 通算             | スウェーデン     | スウェーデン     | アルスヴェンスカン | \|\|\|\|\|\|\|\|\|\|\|\|\|\| |                  |                  |                  |                  |                  |                  |                  |
| 通算             | スウェーデン     | スウェーデン     | Div.1              | \|\|\|\|\|\|\|\|\|\|\|\|\|\| |                  |                  |                  |                  |                  |                  |                  |
| 通算             | デンマーク       | デンマーク       | スーペル           | \|\|\|\|\|\|\|\|\|\|\|\|\|\| |                  |                  |                  |                  |                  |                  |                  |
| 通算             | 日本             | 日本             | J                  | 21                           | 2                | 2                | 0                | 4                | 1                | 27               | 2                |
| 総通算           | 総通算           | 総通算           | 総通算             | \|\|\|\|\|\|\|\|\|\|\|\|\|\| |                  |                  |                  |                  |                  |                  |                  |

## 代表歴

### 試合数
- 国際Aマッチ 4試合（1990年-1991年）[9]

| スウェーデン代表 | 国際Aマッチ | 国際Aマッチ |
| 年               | 出場        | 得点        |
| ---------------- | ----------- | ----------- |
| 1990             | 2           | 0           |
| 1991             | 2           | 0           |
| 通算             | 4           | 0           |

## 備考
上記の通り、スカンディナヴィア圏において初めてA代表に選出された黒人選手である。なお、それぞれの国における初黒人選手は以下のとおり。
- スウェーデン : フォンデルブルグ 1990年2月14日 対UAE代表戦
  - なお、五輪レベルでは1988年ソウル五輪においてマルティン・ダーリンが選出されている。
- デンマーク : カーステン・デトレフセン（デンマーク語版） 1994年3月9日 対イングランド代表戦
- ノルウェー : ヨン・カリュー 1998年11月18日 対エジプト代表戦
- フィンランド : なし